# シャーメイン・フーパー
シャーメイン・エリザベス・フーパー（英語: Charmaine Elizabeth Hooper、1968年1月15日 - ）は、元カナダ女子代表の女子サッカー選手。現役時代のポジションはフォワード。代表通算128試合出場71得点。アメリカ、ノルウェー、イタリア、日本のクラブチームでプレーした。

## 選手経歴

### クラブ
1993年、フーパーはノルウェーの女子サッカーリーグに所属するFKドンでプレーし、13試合に出場して17得点を記録した。セリエAのラツィオでわずかな間だけプレーした後、L.リーグのプリマハムFCとプロ契約を結んだ。日本では4シーズンプレーして高い評価を得た後、北アメリカに戻った。フーパーは「日本ではこれ以上得るものはありません。ここで得られるすべての賞を獲得しました。また、故郷からも遠いです。」と語っている。
2000年にアメリカ女子サッカーリーグ(WUSA)が発足したとき、フーパーはリーグの給与体系を懸念しながらも、サインした。フーパーは海外選手ドラフトでサッカー日本女子代表(当時)の澤穂希とともにアトランタ・ビートから指名された。フーパーはWUSAの歴史においてファウンダーズ・カップⅢ(WUSAチャンピオンシップマッチ)で得点を記録した唯一のカナダ人選手となった。

### カナダ代表
フーパーは代表通算128試合出場71得点を記録し、ともに当時のカナダ女子代表の最多記録だった。代表デビューは1986年6月7日の米国戦だった。FIFA女子ワールドカップは3度出場した(1995年スウェーデン大会、1999年アメリカ大会、2003年アメリカ大会)。2006年まで代表選手としてプレーした。2012年6月にカナダサッカー協会の殿堂入りを果たした。

## 獲得タイトル
- Lリーグ（なでしこリーグ）
  - 最優秀選手賞：1回 (1995年)
  - 得点王：2回 (1994年、1995年）
  - ベストイレブン：3回 (1994年、1995年、1996年）